# 馬三樂
馬三樂（1536年—？），字克性，號振樓，山東濟南府陽信縣人，民籍，明朝政治人物。

## 生平
嘉靖四十三年（1564年）甲子科山東鄉試第七名舉人，四十四年（1565年）中式乙丑科會試第一百五十七名，三甲第一百九十七名進士。吏部觀政，同年六月授聞喜縣知縣，丁憂。隆慶四年（1570年）十一月復除魏縣知縣，十二月選授雲南道監察御史，萬曆元年（1573年）三月巡按雲南，二年（1574年）二月升直隸河間府知府。三年（1575年）二月升陝西苑馬寺少卿兼僉事，五年（1577年）正月致仕。

## 家族
曾祖馬清；祖父馬璋；父馬鼐，母朱氏，封太孺人。弟馬三益、馬三薦、馬三綱。